# کلیساهای کنده‌شده در صخره لالی‌بلا
کلیساهای کنده‌شده در صخره لالی‌بیلا (انگلیسی: Rock-Hewn Churches, Lalibela) یازده کلیسای یکپارچه هستند که در غرب بلندی‌های اتیوپی و نزدیک به شهر لالی‌بلا واقع شده‌اند. این نام از پادشاه گِبِر مسکل لالی‌بیلا از دودمان زاگو گرفته شده است که در قرن دوازدهم و سیزدهم میلادی حکومت می‌کرد. او پروژه عظیم ساخت ۱۱ کلیسای کنده‌شده در صخره را برای بازسازی شهر مقدس اورشلیم در پادشاهی خود آغاز کرد. این مکان تا به امروز همچنان توسط کلیسای ارتدکس توحیدی اتیوپی مورد استفاده قرار می‌گیرد و یکی از مکان‌های مهم سفر زیارتی برای عبادت‌کنندگان ارتدکس اتیوپی است. ساخت تمامی این ۱۱ کلیسا ۲۴ سال به طول انجامید.

## تاریخ
بر اساس سنت محلی، لالی‌بیلا (که به‌طور سنتی با نام روها شناخته می‌شود) در سال ۱۱۳۷ میلادی توسط خانواده‌ای از آگه به نام زاگو یا زاگویان تأسیس شد. طبق این سنت، گفته می‌شود که پیش از رسیدن به تخت سلطنت، گِبِر مسکل لالی‌بیلا توسط عیسی در سفر به اورشلیم راهنمایی شد و دستور ساخت اورشلیم دوم در اتیوپی را دریافت کرد.: 115  گفته می‌شود که کلیساها در دوران دودمان زاگو ساخته شده‌اند، تحت حکمرانی پادشاه گِبِر مسقل لالی‌بیلا (حکومت: حدود ۱۱۸۱–۱۲۲۱ میلادی)، اگرچه احتمالاً این کلیساها در طول چندین مرحله ساخت و تغییرات ساختارهای پیشین به شکل کنونی خود درآمده‌اند.
محل کلیساهای کنده‌شده در صخره لالی‌بیلا برای اولین بار در سال ۱۹۷۸ در فهرست میراث جهانی یونسکو قرار گرفت.

## محل باستان‌شناسی

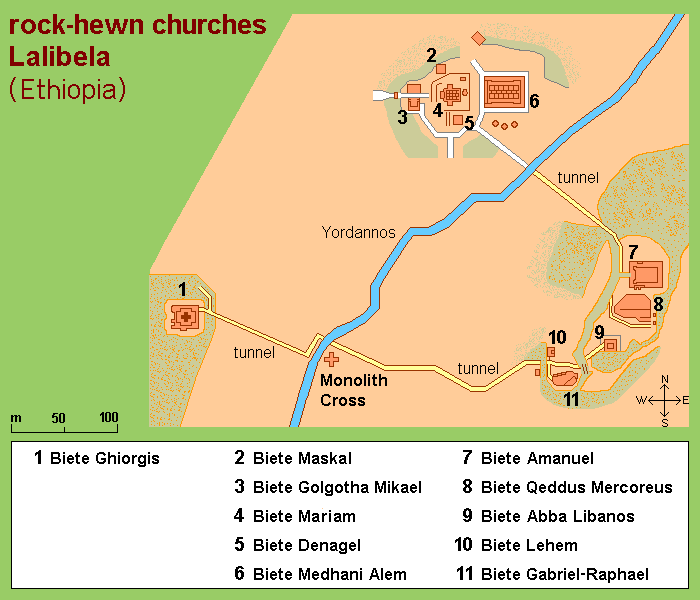
نقشه منطقه لالی‌بیلا

این محل باستان‌شناسی در ارتفاع حدود ۲٬۴۸۰ متر (۸٬۱۴۰ فوت) قرار دارد، و شامل پنج کلیسا در شمال رودخانه اردن شهر، پنج کلیسا در جنوب رودخانه و یک کلیسا که به‌طور مستقل قرار دارد می‌باشد. کلیساهای هر گروه با سیستمی از تونل‌ها و خندق‌ها به هم متصل شده‌اند. کلیسای سنت جورج، لالی‌بلا، یازدهمین کلیسا، از طریق خندق‌ها به دیگر کلیساها متصل است. کلیساهای شمالی عبارتند از:
- بیت مدهنه عالم
- بیت مریم
- بیت گلگوتا میکائل
- بیت مسقل
- بیت دنانگل

کلیساهای جنوبی عبارتند از
- بیت امانوئل
- بیت قدوس مرقریوس
- بیت ابا لیبانووس
- بیت لحم
- بیت جبرائیل-رافائل

## معماری
کلیساهای کنده‌شده در صخره لالی‌بیلا از طریق فرآیندهای کاهشی ساخته شده‌اند که در آن فضا با برداشتن مواد از صخره ایجاد می‌شود. از ۱۱ کلیسا، ۴ کلیسا به‌طور آزاد ایستاده (یکپارچه) هستند و ۷ کلیسا دیوار مشترکی با کوه از آن‌ها کنده شده دارند. هر کلیسا منحصر به فرد است و به سایت تنوع معماری می‌بخشد که در مجسمه‌های انسانی در نقش‌برجستههای داخل بته گلگوتا و نقاشی‌های رنگارنگ از طرح‌های هندسی و صحنه‌های کتاب مقدس در بته مریم مشهود است.
قالب‌ها و نوارهای دکوراتیو، اشکال ساختاری بزرگتر را به بخش‌های کوچکتر در بسیاری از کلیساها تقسیم می‌کنند.
ساخت کلیساها احتمالاً در سه مرحله انجام شده است.
تمامی ۱۱ کلیسا نتیجه فرآیندی هستند که از ابزارهای اساسی مانند چکش و قلم برای حفاری خندق‌هایی اطراف ساختارهای یکپارچه و نیمه یکپارچه، همچنین یک سیستم تونل که دو گروه جداگانه از کلیساها را به هم متصل می‌کرد، استفاده شده است. این کار از بازالت اسکوریا انجام شده است. «ساخت» این کلیساها از بالا به پایین انجام شده است.

## اهمیت مذهبی و عملکرد
کلیساهای لالی‌بیلا برای مسیحیان ارتدوکس اتیوپی اهمیت مذهبی زیادی دارند. این کلیساها با هم یک محل زیارتی با ارزش معنوی و نمادین خاص تشکیل می‌دهند که طرح آن نمایانگر شهر مقدس اورشلیم است. این سایت همچنان برای عبادت و دعاهای روزانه، جشن‌های مذهبی مانند تیمکت و کریسمس، به‌عنوان منزل کشیشان و به‌عنوان مکانی که هر ساله بیشتر پیروان و رهبران مذهبی را گرد هم می‌آورد، مورد استفاده قرار می‌گیرد.

## حفاظت
چندین پروژه حفاظت و بازسازی اخیر در این محل اجرا شده است، اما در اجرا با مشکلاتی روبه‌رو بوده است. پروژه‌ای که در آن سفارت آمریکا تأمین‌کننده مالی بازسازی بته گابریل-رافائل و سپس بته گلگوتا-میکائل است، با مشکلاتی میان طرف‌های مختلف درگیر در پروژه به دلیل عدم درک کامل از دامنه آن مواجه شده است. فقدان ارتباط و اشتراک‌گذاری مناسب اطلاعات در مورد طرح‌های پروژه میان اداره تحقیق و حفاظت از میراث فرهنگی (ARCCH) و کمیته محلی و کلیسا وجود داشته است.
با تأمین مالی اتحادیه اروپا، در سال ۲۰۰۸ چهار پناهگاه برای پوشاندن پنج کلیسای این محل ساخته شد تا به‌عنوان یک روش موقت برای حفاظت از ساختارها تا زمانی که یک راه‌حل بلندمدت‌تر تصمیم‌گیری شود، استفاده شوند. با این حال، این پناهگاه‌ها اکنون برای مدت زمان بسیار بیشتری از آنچه که قرار بود ایستاده بمانند، باقی مانده‌اند و اکنون به‌طور جدی خطراتی برای ساختمان‌های زیر خود ایجاد کرده‌اند، زیرا تهدید به فروپاشی به دلیل وزن سنگین آن‌ها و عوامل دیگر وجود دارد. مدیر ARCCH اشاره کرده است که این پناهگاه‌ها باید برداشته شوند، اما هنوز هیچ برنامه قطعی برای برداشتن آن‌ها و اقداماتی که پس از آن باید انجام شود وجود ندارد.

## فهرست کلیساها
| تصویر | نام                                  | نام انگلیسی                       | موقعیت                                                                 | توضیحات                                                                         |
| ----- | ------------------------------------ | --------------------------------- | ---------------------------------------------------------------------- | ------------------------------------------------------------------------------- |
|       | کلیسای سنت جورج، لالی‌بلا (ቤተ ጊዮርጊስ)  | House of St. George               | ۱۲°۰۱′۵۴″شمالی ۳۹°۰۲′۲۸″شرقی / ۱۲٫۰۳۱۷۴°شمالی ۳۹٫۰۴۱۱۳°شرقی مستقل      | شکل صلیب مانند دارد.                                                            |
|       | Biete Denagel (ቤተ ደናግል)              | House of Virgins                  | گروه شمالی                                                             |                                                                                 |
|       | Biete Golgotha Mikael (ቤተ ጎልጎታ ሚካኤል) | House of Golgotha Mikael          | گروه شمالی                                                             | شامل نسخه‌هایی از مقبره مسیح، آدم و مهد تولد است.                                |
|       | Biete Maryam (ቤተ ማርያም)               | House of Mary                     | ۱۲°۰۲′۰۱″شمالی ۳۹°۰۲′۳۶″شرقی / ۱۲٫۰۳۳۷۱°شمالی ۳۹٫۰۴۳۳۳°شرقی گروه شمالی | دارای سقفی نقاشی شده که صحنه‌های مختلف کتاب مقدس را به تصویر کشیده است.          |
|       | Biete Medhane Alem (ቤተ መድሃኒ አለም)     | House of the Saviour of the World | ۱۲°۰۲′۰۱″شمالی ۳۹°۰۲′۳۷″شرقی / ۱۲٫۰۳۳۷°شمالی ۳۹٫۰۴۳۷°شرقی گروه شمالی   | محل قرارگیری صلیب لالی‌بلا. به عنوان بزرگ‌ترین کلیسای تک‌قطعه‌ای جهان شناخته می‌شود. |
|       | Biete Meskel (ቤተ መስቀል)               | House of the Cross                | ۱۲°۰۲′۰۲″شمالی ۳۹°۰۲′۳۶″شرقی / ۱۲٫۰۳۳۹۴۱°شمالی ۳۹٫۰۴۳۴°شرقی گروه شمالی |                                                                                 |
|       | Biete Abba Libanos (ቤተ አባ ሊባኖስ)      | House of Abbot Libanos            | ۱۲°۰۱′۵۳″شمالی ۳۹°۰۲′۴۳″شرقی / ۱۲٫۰۳۱۴۱°شمالی ۳۹٫۰۴۵۱۸°شرقی گروه جنوبی |                                                                                 |
|       | Biete Amanuel (ቤተ አማኑኤል)             | House of Emmanuel                 | ۱۲°۰۱′۵۵″شمالی ۳۹°۰۲′۴۴″شرقی / ۱۲٫۰۳۱۸۲°شمالی ۳۹٫۰۴۵۵۶°شرقی گروه جنوبی |                                                                                 |
|       | Biete Gabriel-Rufael (ቤተ ገብሬል ሩፋኤል)  | House of Gabriel Raphael          | ۱۲°۰۱′۵۲″شمالی ۳۹°۰۲′۴۱″شرقی / ۱۲٫۰۳۱۲۰°شمالی ۳۹٫۰۴۴۶۴°شرقی گروه جنوبی |                                                                                 |
|       | Biete Lehem (ቤተ ልሄም)                 | House of Holy Bread               | ۱۲°۰۱′۵۴″شمالی ۳۹°۰۲′۴۰″شرقی / ۱۲٫۰۳۱۶۹°شمالی ۳۹٫۰۴۴۵۱°شرقی گروه جنوبی |                                                                                 |
|       | Biete Qeddus Mercoreus (ቤተ ማርቆርዮስ)   | House of St. Mercoreos            | ۱۲°۰۱′۵۴″شمالی ۳۹°۰۲′۴۴″شرقی / ۱۲٫۰۳۱۵۷°شمالی ۳۹٫۰۴۵۴۸°شرقی گروه جنوبی |                                                                                 |